# Karol Baran
Karol Baran (ur. 16 sierpnia 1981 w Rzeszowie) – polski żużlowiec.

## Kariera sportowa
Sport żużlowy uprawia od 1998 r., reprezentując barwy klubów: Stal Rzeszów (1998–2006), Wybrzeże Gdańsk (2007), RKM Rybnik (2008), KMŻ Lublin (2009-2015) oraz ponownie Stal Rzeszów (od 2016). W 2006 r. startował w ekstralidze (6. miejsce).
Dwukrotny finalista młodzieżowych indywidualnych mistrzostw Polski (Częstochowa 2001 – XIV miejsce, Leszno 2002 – IX miejsce). Finalista młodzieżowych mistrzostw Polski par klubowych (Ostrów Wielkopolski 1999 – V miejsce). Dwukrotny finalista mistrzostw Polski par klubowych (Toruń 2004 – V miejsce, Leszno 2012 – VI miejsce). Brązowy medalista turnieju o "Srebrny Kask" (Rybnik 2002).
Brązowy medalista klubowego Pucharu Europy (Tarnów 2006 – w barwach klubu Simon&Wolf Debreczyn). Brązowy medalista drużynowych mistrzostw Rosji (2006 – w barwach klubu Wostok Władywostok). Brązowy medalista drużynowych mistrzostw Węgier (2012 – w barwach klubu MPA System Bikak Miskolc). Przez dwa sezony startował w brytyjskiej lidze żużlowej, w barwach klubów Ipswich Witches (2005) oraz Poole Pirates (2009).
W 2017 roku przeniósł się do Włókniarza Częstochowa.